# Камиљијатело Силано (Козенца)
Камиљијатело Силано је насеље у Италији у округу Козенца, региону Калабрија.
Према процени из 2011. у насељу је живело 896 становника. Насеље се налази на надморској висини од 1274 м.